# Сућеска
Сућеска је насељено мјесто у општини Сребреница, Република Српска, БиХ. Према попису становништва из 2013, у насељу је живјело 140 становника.

## Становништво 1991.
По посљедњем службеном попису становништва из 1991. године, насељено мјесто Сућеска имало је 338 становника, сљедећег националног састава:
| Националност | 1991. |
| Муслимани    | 338   |
| Укупно       | 338   |

| Демографија | Демографија | Демографија |
| Година      | Становника  | Становника  |
| ----------- | ----------- | ----------- |
| 1971.       | 283         |             |
| 1981.       | 301         |             |
| 1991.       | 338         |             |
| 2013.       | 140         |             |